# LetterOne
LetterOne Holdings S.A. (LetterOne) — міжнародна інвестиційна компанія, що базується в Люксембурзі. З довгостроковими інвестиціями в телекомунікації, технології, охорону здоров'я та енергетичний сектор, фірма має чотири основні підрозділи: L1 Health, L1 Technology, L1 Retail і L1 Energy, їх усіх підтримує L1 Treasury Services, яка управляє ліквідністю групи. LetterOne була створена в 2013 році як частина ширшого нового інвестиційного механізму, що використовує виторг від продажу ТНК-BP. На кінець 2021 року власний капітал LetterOne становив $26,8 млрд. Контроль над групою LetterOne здійснює лорд Мервін Девіс, колишній міністр в уряді Великобританії. До складу ради директорів також входять: Джонатан Мюїр, Франц Гумер, Річард Р. Берт та Вульф фон Шиммельман, причому Мюїр також виконує обов'язки генерального директора. Серед основних інвестицій у 2023 році є Turkcell, Qvantel, VEON, Wintershall Dea, DIA та Holland & Barrett.

## Історія
У червні 2013 року акціонери консорціуму «Альфа-Груп» створили нову інвестиційну структуру — LetterOne Holdings SA з головною компанією в Люксембурзі.
У грудні 2013 року консорціум «Альфа-Груп» передав свою частку володіння в компанії Altimo Holdings & Investments Ltd. компанії LetterOne Holdings SA.
У грудні 2022 року Велика Британія наказала компанії LetterOne продати регіонального провайдера широкосмугового доступу Upp Corporation, заявивши, що її володіння становить загрозу національній безпеці.

## Діяльність
Основні підрозділи компанії: L1 Energy і L1 Technology знаходяться під контролем L1 Treasury Services, яка контролює ліквідність і фінансові інвестиції, в тому числі і вкладення самого холдингу. В даний час LetterOne здійснює інвестиції через стратегічні пакети акції своїх підрозділів або вкладає кошти у власність приватних компаній.

### LetterOne Energy
L1 Energy — підрозділ LetterOne Group, що відповідає за інвестиції в міжнародний нафтогазовий сектор. Головний офіс L1 Energy розташований в Лондоні. Очолює підрозділ Герман Хан. Компанія розглядає проекти у всіх нафтогазових регіонах світу — в Росії і за її кордоном (в Північній і Південній Америці, на Близькому Сході, в Африці та Азії). Йдеться про довгострокові проекти з розвідки і видобутку нафти і газу, нафтосервіси, нафтогазову інфраструктуру та інші проєкти . У березні 2015 року L1 витратила перші гроші, отримані від продажу ТНК-BP, купивши німецьку нафтогазову компанію Dea за € 5,1 млрд ($ 5,6 млрд) з урахуванням її боргу. Forbes на початку березня оцінював, що на покупку Dea було витрачено $ 1,26 млрд власних коштів L1 (решта — позикові кошти).

### LetterOne Technology
L1 Technology — підрозділ LetterOne Group, створений 6 квітня 2015 для інвестицій у телекомунікаційні та технологічні компанії Європи і США на загальну суму до $ 16 млрд. Новий підрозділ замінив колишню структуру — LetterOne Telecom. Очолив бізнес-одиницю Олексій Резнікович, який керував телекомунікаційними активами «Альфа-Груп» з 2005 року . Головний офіс L1 Technology розташований в Лондоні .
Підрозділ шукає можливості для придбання «часток, що дають контроль або суттєвий вплив», у великих компаніях (вартість угоди — від $ 1 млрд), або бізнесів, які доповнять існуючу базу активів (перш за все Veon).
Під управління L1 Technology перейшли частки LetterOne в Veon (47,9 % голосуючих акцій, 56 % економічного інтересу) і турецькому операторові Turkcell (13,22 % акцій в непрямому володінні). Їх сумарна вартість ще в кінці 2013 року оцінювалася в $ 13,5 млрд, а пізніше — лише близько $ 7 млрд (акції Veon з кінця 2013 року подешевшали майже на 60 %).
До складу консультаційної ради L1 Technology увійшли: Расс Шоу (займав посади голови клубу Marketing Group of Great Britain, віце-президента і керуючого директора Skype, посаду директора з інновацій іспанської Telefonica, а також директора з маркетингу британського оператора O2), сер Джуліан Хорн- Сміт (член ради директорів і радник ряду міжнародних корпорацій), Брент Хоберман («ветеран» британського інтернет-бізнесу), Денис О'Брайен (ірландський мільярдер), Осама Бедье (колишній віце-президент PayPal з розвитку, один з розробників Google Wallet).
L1 Technology інвестував кошти в компанію Qvantel (фінський розробник програмного забезпечення для операторів зв'язку), а також в американський телеком-стартап FreedomPop .

### LetterOne Retail
L1 Retail — підрозділ LetterOne Group, створений в кінці 2016 для інвестицій в закордонний сегмент роздрібної торгівлі. Команду менеджерів L1 Retail очолив Стефан Дюшарм — колишній СЕО X5 Retail Group . Фонд планує інвестувати до $ 3 млрд в кілька торгових мереж, у яких є потенціал стати лідерами в своїх сегментах і на певних ринках.

### Приватні капіталовкладення
Pamplona Capital Management
LetterOne інвестує через свою участь у фонді Pamplona, що здійснює управління приватним капіталом. Pamplona це приватний інвестиційний менеджер, який пропонує платформу для інвестицій для приватного капіталу і хедж-фондів. Pamplona Capital Management управляє активами різних клієнтів, включаючи державні пенсійні фонди, компанії керуючі приватним капіталом, транснаціональні корпорації, сімейні фонди і хедж-фонди.

## Рада директорів
Рада директорів L1 Group є вищим органом компанії, що приймає рішення і відповідає за визначення інвестиційної стратегії та прийняття інвестиційних рішень. У 2023 році до ради директорів, що складається з п'яти членів, входять:
- Мервін Девіс (голова)[16][6]
- Джонатан Мюїр[6]
- Франц Гумер[6]
- Річард Р. Берт[6]
- Вульф фон Шиммельманн[6]

Рада директорів LetterOne суттєво змінилася 2022 року після початку російського вторгнення в Україну, у березні всі співзасновники покинули компанію.
Контроль над групою LetterOne здійснює лорд Мервін Девіс, колишній міністр в уряді Великобританії. Відповідно до його заяви, Михайла Фрідмена та Петра Авена виключено з посад Ради директорів компанії LetterOne. У зв`язку із накладеними на цих осіб санкціями ЄС, їм також заморожено доступ до фінансових активів, без можливості користуватись акціями та отримувати дивіденди. Попри «неодноразові заклики» різних діячів британської політики до Девіса піти у відставку через директорів, що потрапили під санкції, Девіс залишився у фірмі й засудив російське вторгнення, заявивши, що він і нова рада директорів «сповнені рішучості забезпечити захист 120 000 робочих місць у Великій Британії, США і Європі, які [фінансуються LetterOne]». Оскільки Девіс також наголосив пресі на «любові та пристрасті» підсанкційних співзасновників до України та їхньої української спадщини, рада директорів LetterOne заявила, що пожертвує 150 мільйонів доларів США на допомогу Україні. Хоча сама компанія LetterOne не потрапила під санкції, Андрій Косогов, Олексій Кузьмічов і Герман Хан пішли з посад директорів пізніше того ж березня 2022. Франц Гумер був призначений до ради директорів замість них у 2022 році.